# Coniopteryx sudanica
Coniopteryx sudanica är en insektsart som beskrevs av Meinander 1965. Coniopteryx sudanica ingår i släktet Coniopteryx och familjen vaxsländor. Inga underarter finns listade i Catalogue of Life.